# Назарова, Ольга Викторовна
О́льга Ви́кторовна Наза́рова (род. 27 августа 1977 года, Омск, СССР) — белорусская биатлонистка российского происхождения, чемпионка Европы, призёр чемпионата мира, победительница Универсиады, неоднократная чемпионка мира по летнему биатлону.

## Биография
Занималась биатлоном с 1992 года. В начале своей карьеры выступала за сборную России, стала чемпионкой мира среди юниоров 1996 года в спринте. На рубеже 1990-х и 2000-х годов перешла в сборную Беларуси. Представляла город Минск.
Дважды бронзовый призёр чемпионатов мира. Многократная чемпионка мира по летнему биатлону.

### Результаты в общем зачёте Кубка мира
- 2000—2001 — 32-е место (133 очка)
- 2001—2002 — 21-е место (240 очков)
- 2002—2003 — 29-е место (150 очков)
- 2003—2004 — 19-е место (311 очков)
- 2004—2005 — 30-е место (198 очков)
- 2005—2006 — 13-е место (457 очков)
- 2007—2008 — 65-е место (12 очков)
- 2008—2009 — 39-е место (174 очка)
- 2009—2010 — 74-е место (27 очков)

## Достижения
- Чемпионаты мира
  - Бронзовая медаль — эстафета 4x6 км (2005).
- Кубок мира
  - Лучший результат — 13-е место в общем зачёте в сезоне 2005/06
  - Личные призовые места:
    - масс-старт (Хольменколлен, 2002) — 3-е место;
    - масс-старт (Хольменколлен, 2006) — 3-е место.

  - Многократный победитель и призёр этапов Кубка в составе эстафетной команды.
- Летний биатлон
  - 11-кратная чемпионка мира (Ханты-Мансийск-2000, Яблонец-над-Нисой-2002 — дважды, Форни-Авольтри-2003 — трижды, Брезно-Осрблье-2004 — четырежды, Муонио-2005). Многократный призёр чемпионатов мира.
- Участница Олимпийских игр 2002 года и 2006 года. Лучшее занятое место — 4-е в эстафете.

## Личная жизнь
Вдова, имеет троих детей (сын и две дочери).